# Ophioglossolambis violacea
Ophioglossolambis violacea là một loài ốc biển lớn, là động vật thân mềm chân bụng sống ở biển trong họ Strombidae, họ ốc nhảy.

## Phân bố
Đây là loài đặc hữu của Mauritius.